# YouTube Instant
YouTube Instant és un lloc web posat en marxa el setembre de 2010 que permet realitzar cerques en temps real a YouTube. Permet veure a l'usuari els resultats a la vegada que escriu, i el millor resultat es comença a reproduir automàticament.
El va crear l'estudiant de la Universitat Stanford Feross Aboukhadijeh,després de reptar el seu company d'habitació a millorar el motor de cerca de YouTube, fent servir un sistema similar al que utilitza Google al producte que va presentar un dia abans, Google Instant. L'estudiant de dinou anys va perdre la juguesca, ja que va trigar tres hores a acabar-lo, i va prometre que estaria enllestit en menys de 60 minuts. Després de donar a conèixer YouTube Instant a través dels seus perfils de Facebook i Twitter va rebre milers de missatges de felicitació i una oferta de treball de l'executiu en cap de YouTube, Chad Hurley, que finalment va rebutjar per incorporar-se a l'equip de Facebook. També ha apregut a centenars de publicacions en línia i a la premsa escrita.